# Villa Les Campaniles
La villa Les Campaniles, bâtie à la fin des années 1890, est située à Royan, en France.

## Situation
La villa Les Campaniles est située à Royan, au 68 boulevard Frédéric-Garnier, voie qui longe la plage de la Grande-Conche. Une issue par l'avenue du parc a été aménagée sur la parcelle étroite qui est aujourd'hui enserrée par un hôtel des années 1950 et la villa moderniste Ombre Blanche.

## Historique
En 1910, Léon Lehmann junior fait bâtir la villa Aigue-Marine dans le quartier du Parc, boulevard Saint-Georges — devenu ensuite le boulevard Frédéric-Garnier —. Son frère Louis fait l'acquisition des Campaniles à cette époque.

## Architecture
Les deux massifs et imposants campaniles en pierre formant belvédère donnent son nom à cette villa de type castel. L'allure générale est celle d'une maison de maître mêlant styles classique et baroque. La villa ressemble au casino de l'époque.

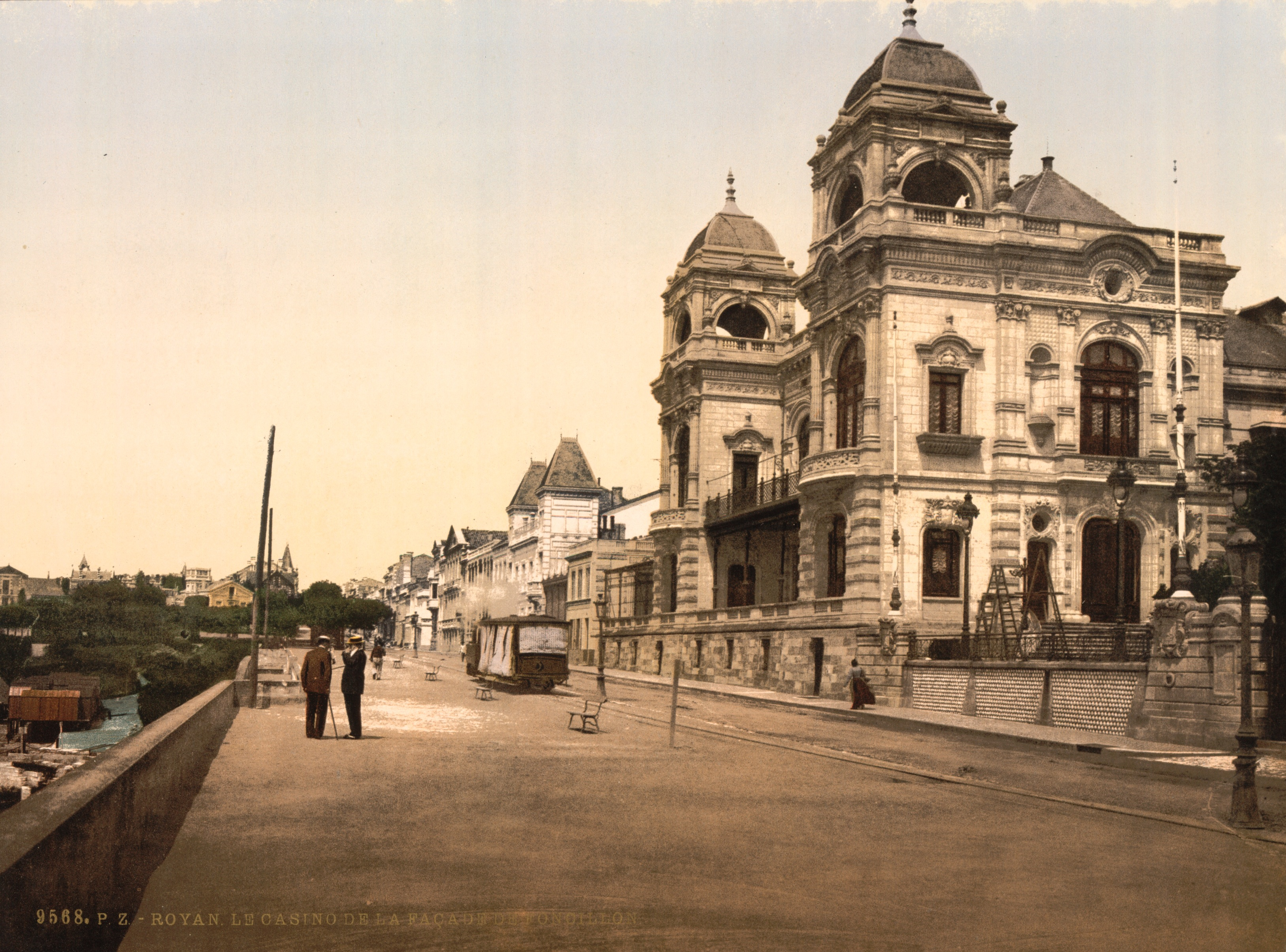
Le casino de 1900, modèle inspiré par la villa.